# کریشیه
حاجی کریسمانسیا رهادی ([xrisˈmanʃah raˈhadi]؛ ۱۶ سپتامبر ۱۹۴۹ – ۳۰ مارس ۲۰۰۷، متولد کریستین رهادی ([xristiˈan raˈhadi]، که بیشتر با نام هنری خود کریشیه یا کریس (Chrisye) شناخته می‌شود. [xəˈriʃə]) یک خواننده و ترانه‌سرای پیشرو پاپ اهل اندونزی بود. جوایز بسیاری را در کارنامه ۴۰ ساله خود به دست آورد و به‌طور گسترده به عنوان یکی از بزرگ‌ترین موسیقیدانان اندونزیایی در تمام دوران شناخته می‌شود. در سال ۲۰۱۱ رولینگ استون اندونزی او را به عنوان سومین نوازنده برتر اندونزیایی تمام دوران معرفی کرد.

## زندگی
کریشیه در ۱۶ سپتامبر سال ۱۹۴۹ در جاکارتا به دنیا آمد. والدین کریس امیدوار بودند که او مهندس شود. در کمال تعجب، او خیلی زود عاشق موسیقی شد و با برادرش جوریس یک گروه راه اندازی کرد و بعداً با همسایگانش باس نواخت و در نهایت گروهی به نام جیپسی (Gipsy) را تشکیل داد. ضبط‌های اولیه کریس با جیپسی، و همچنین تعدادی دیگر از آلبوم‌های انفرادی، جایگاه او را به عنوان یکی از محبوب‌ترین هنرمندان ضبط اندونزی تثبیت کرد.
پیشرفت جیپسی زمانی اتفاق افتاد که آنها در سال ۱۹۷۶ با Guruh Sukarnoputra از طریق آلبوم Guruh Gipsy همکاری کردند که موسیقی راک معاصر و سنتی جاوا و بالی را با سبکی به نام gamelan ترکیب کرد.

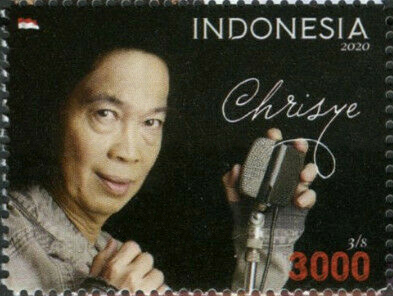
کریشیه روی تمبر ۲۰۲۰ اندونزی

یک موسیقی متن فیلم در سال ۱۹۷۷، Badai Pasti Berlalu (طوفان مطمئناً خواهد گذشت)، دو اثر تحسین شده او را به وجود آورد، از جمله "Lilin-Lilin Kecil" ("شمع‌های کوچک") نوشته جیمز اف ساندا. آواز روان او در این آهنگ، که امیدی را از نسل قدیمی‌تر نشأت می‌داد، آهنگ یادبود نشاط‌آور را به محبوبیت تبدیل کرد. موفقیت آلبوم موسیقی متن منجر به یک کار حرفه‌ای انفرادی با اولین پروژه انفرادی Chrisye, Sabda Alam، در سال ۱۹۷۸ شد.
کریس در سال ۱۹۸۰ در فیلم Seindah Rembulan (به زیبایی ماه) ظاهر شد و در نهایت با یانتی (دامایانتی نور) خواننده ازدواج کرد. آن دو چهار فرزند داشتند. او جوایز متعددی از جمله جوایز Anugerah Musik اندونزی را برای بهترین خواننده مرد پاپ و بهترین آلبوم دریافت کرد.
کریشیه زمانی نوشت: «روح موسیقی من هرگز نخواهد مرد.»